# Хоментово (Підляське воєводство)
Хоментово (пол. Chomentowo) — село в Польщі, у гміні Снядово Ломжинського повіту Підляського воєводства.
Населення — 139 осіб (2011).
У 1975—1998 роках село належало до Ломжинського воєводства.

## Демографія
Демографічна структура станом на 31 березня 2011 року:
|          | Загалом | Допрацездатний вік | Працездатний вік | Постпрацездатний вік |
| -------- | ------- | ------------------ | ---------------- | -------------------- |
| Чоловіки | 68      | 14                 | 43               | 11                   |
| Жінки    | 71      | 11                 | 42               | 18                   |
| Разом    | 139     | 25                 | 85               | 29                   |